# Asplenium nieschalkii
Asplenium nieschalkii är en svartbräkenväxtart. Asplenium nieschalkii ingår i släktet Asplenium och familjen Aspleniaceae.

## Underarter
Arten delas in i följande underarter:
- A. n. litardierei
- A. n. nieschalkii